# Léon Troclet
Léon Troclet, né le 14 février 1872 à Bagimont et mort le 7 octobre 1946 à Liège est un homme politique belge.

## Biographie
Il adhère très vite aux idées fédéralistes sans trahir ou abandonner son combat socialiste. Il lutte pour la Wallonie et le monde ouvrier. C'est lui qui lance La Wallonie, organe de la fédération liégeoise du POB. La publication ne vit que dix jours, mais préfigure le journal qui sera pendant des dizaines d'années celui de la FGTB de Liège.
Pour lui la séparation administrative (fédéralisme), serait une chance tant pour les Wallons que les Flamands. Il déplore les excès du Mouvement flamand qu'il respecte et donne en exemple d'excès les nominations à Liège de magistrats flamands.
Il participe à la création de l’Assemblée wallonne le 20 octobre 1912. Il est l’un des délégués de Neufchâteau-Virton (dont il est originaire), (1912-1914, 1919-1940) et membre de son bureau permanent (1925-1940). En 1913, il propose la date du 20 octobre comme jour de fête de la Wallonie afin de commémorer la fondation de l’Assemblée wallonne. Il participe aussi au congrès de la Ligue wallonne de Liège en 1913 et y présente un projet fédéraliste modéré avec la reconnaissance de trois régions, la Flandre, la Wallonie et l’agglomération bruxelloise avec dans certains cas une autonomie absolue pour les régions.
Après la guerre, il rédige un projet de réforme fédéraliste de l'État belge. Il fut député de 1900 à 1946, échevin de Liège en 1933. Il participe après la guerre au Congrès national wallon de 1945.
C'est le père de Léon-Eli Troclet.